# Nomadi
Nomadima (grčki nomás, mjesto ispaše) se nazivaju ljudi i društva koji zbog kulturoloških, gospodarskih ili svjetonazorskih razloga nisu prihvatili sjedilački način života. Nomadski način života je uvjetovan stočarenjem, lovom i ribolovom.
Niz suvremenih načina življenja odbijaju nomadske tradicije, pa udjel nomadskog načina života u industrijskim zemljama jako opada. Mnoga takva društva su danas u svojoj egzistenciji (ili u najmanju ruku u njihovom načinu života) ugrožena, jer se njihova prava na zemlju vrlo teško mogu obraniti u odnosu s njihovim sjedilačkim susjedima. Tek u novije vrijeme se pokušava proučiti njihova prošlost i sadašnjost. 